# Naravni park Terceira
Naravni park Terceira (portugalsko Parque Natural de Terceira ali preprosto Terceira Nature Park - PNTER), ki se je razvil iz namena boljšega upravljanja zavarovanih območij otoka Terceira in ga je ustanovila  Secretaria Regional Ambiente e do Mar (Regionalni sekretariat za okolje in oceane) avtonomne regionalne vlade Azorov in vključuje območje približno 22% otoka, ki je uvrščen pod oznako Naravni rezervat pri Mednarodni zvezi za ohranjanje narave (IUCN).

## Zgodovina
Naravni park Terceira je bil ustanovljen z zakonodajno uredbo št. 11/2011 / A z dne 20. aprila 2011, ki je preoblikovala pravno razvrstitev, vzdrževanje in upravljanje Azorskih zavarovanih območij. 
Lokalni okoljevarstveniki so se udeležili prvega popisa netopirjev med 2. in 7. julijem 2012 na območju, ki je zajemalo 20 različnih krajev . To je bil del Mais Endémicas: plantar o futuro, ki je vključeval popis in spremljanje vrst netopirjev v sodelovanju z ICNB. Poleg tega je bilo zagotovljeno usposabljanje, da bi udeležencem omogočili identifikacijo živali ne le z morfološkimi značilnostmi, ampak tudi z vokalizacijo. Analiza je pokazala, da od štirih vrst, registriranih na Azorih, obstajata samo dve običajni vrsti: azorski netopir (Nyctalus azoreum) in Madeirski pipistrel (Pipistrellus maderensis).
Direktor Naravnega parka je v spremstvu koordinatorja projekta Geoparque Açores 19. julija 2011 prejel ocenjevalni odbor iz skupine Rede Europeia de Geoparques (EGN) in opazovalca iz UNESCA . V tem času je poleg obiska zgodovinskega središča Angre (ki je vključevala cerkev Misericórdia, Monte Brasil) skupina, ki je ocenila park Terceira, obiskala Algar do Carvão, Furnas do Enxofre, vulkan Guilherme Moniz in tektonski jarek Lajes (pet od osmih glavnih geografskih območij na otoku). Med 15. in 19. julijem 2011 je ocenjevalna komisija obiskala še pet drugih otokov, da bi vzpostavila povezave v Azorskem arhipelagu, obiskala druge kraje, doživela lokalne tradicionalne, izobraževalne in geoturistične dejavnosti ter se srečala z lokalnim prebivalstvom.
Ob obisku Furnas do Enxofre leta 2011, je Secretário Regional do Ambiente e do Mar, Álamo Meneses, na vrhu Serra de Santa Bárbara odprl postajo gozdnih nadzornikov, ki bo služila kot prvi interpretacijski center v parku . Poleg pridobivanja informacij o parku, bi se na tem mestu odvijale fotografske razstave in prikazovale različne vrste endemične flore in favne. Poleg tega je regionalni sekretar odprl novo pot za pešce v Biscoitosu, pot, ki bo sledila vinogradom Paisagem Protegida da Vinha dos Biscoitos (zaščitena krajina vinogradov Biscoitos), z uporabo številnih starih kanalov in dostopov do vinskih posesti. Pohod omogoča pohodnikom slediti poti prednikov, ki so jih uporabljali vinogradniki, ki so pomagali razviti gospodarsko dejavnost otoka.

## Geografija
Približno 22% ozemlja Terceire ali 400,28 kvadratnih kilometrov, je bilo vključenih v naravni park, da bi ustvarili pogoje za skladen in celovit načrt upravljanja. Park se ravna po načelih ohranjanja, ki vključujejo razmejene prostore za naravo, uporabo krajine ljudi in izkoriščanje naravnih virov, ki temeljijo na znanstvenih merilih / smernicah, določenih za klasifikacijo okolij na mednarodni, nacionalni, regionalni in lokalni ravni.

### Klasifikacija območij
Naravni park Terceira je dejansko razpršen rezervat, ki obsega več posameznih varstvenih področij.

#### Naravni rezervat
Območja, razvrščena kot naravni rezervati (portugalsko Reserva Natural) so :
- [TER01] Naravni rezervat Santa Bárbara in Mistérios Negros Massif (portugalsko Reserva Natural da Serra de Santa Bárbara e dos Mistérios Negros), opredeljen s prisotnostjo velike in dobro ohranjene zaplate naravne vegetacije z veliko raznolikostjo vrst, habitate in zaščitene ekosisteme, ki so znotraj pobočij dvojne kaldere in trahitske kupole, od katerih je ena odgovorna za izbruh aprila 1761.
- [TER02] Naravni rezervat Biscoito da Ferraria in Pico Alto (portugalsko Reserva Natural do Biscoito da Ferraria e Pico Alto)
- [TER03] naravni rezervat Terra Brava in Criação das Lagoas (portugalsko Reserva Natural da Terra Brava e Criação das Lagoas)

#### Naravni spomenik
Posebni naravni spomeniki (Monumentos Naturais), ki so zakonsko zaščiteni za svojo naravno krajino so :
- [TER04] Naravni rezervat Algar do Carvão Monumento Natural do Algar do Carvão)
- [TER05] Naravni rezervat Furnas do Enxofre (Monumento Natural das Furnas do Enxofre)

#### Zaščiteno območje
Območja, ki so razvrščena za zaščito in upravljanje habitatov ali vrst (Área Protegida, Gestão de Habitats ou Espécies):
• [TER06] Zaščitena pokrajina Contendas (Área Protegida para a Gestão de Habitats ou Espécies da Ponta das Contendas)
• [TER07] zaščitena pokrajina otočka Cabras (Área Protegida para Gestão de Habitats ou Espécies dos Ilhéus das Cabras)
• [TER08] zaščitena pokrajina Matele (Área Protegida para Gestão de Habitats ou Espécies da Matela)
• [TER09] Zavarovana pokrajina Biscoito das Fontinhas (Área Protegida za Gestão de Habitats ou Espécies do Biscoito das Fontinhas)
• [TER10] zaščitena pokrajina obale Quarto Ribeiras (Área Protegida za Gestão de Habitats ou Espécies da Costa das Quatro Ribeiras)
• [TER11] Zavarovana krajina osrednje planote in severozahodne obale (Área Protegida v Gestão de Habitats ou Espécies do Planalto Central e Costa Noroeste)
• [TER12] zaščitena pokrajina Pico do Boi (Área Protegida v Gestão de Habitats ou Espécies do Pico do Boi)

#### Zaščitena krajina
Območja, razvrščena kot zaščitena krajina (Paisagem Protegida) :
- [TER13] zaščitena pokrajina vinogradov Biscoitos (Área de Paisagem Protegida das Vinhas dos Biscoitos)

#### Območje virov
Območja, razvrščena za upravljanje virov (Gestão de Recursos):
- [TER14] Območje upravljanja z zaščitenimi viri v pokrajini Guilherme Moniz Caldera (Área Protegida de Gestão de Recursos da Caldeira de Guilherme Moniz)
- [TER15] zaščiteno območje upravljanja morskih virov Quatro Ribeiras (Área Marinha Protegida de Gestão de Recursos das Quatro Ribeiras)
- [TER16] Zaščiteno območje upravljanja morskih virov na obali ob morju (Área Marinha Protegida de Gestão de Recursos da Costa das Contendas)
- [TER17] Zaščiteno območje upravljanja morskih virov otoka Cabras (Área Marinha Protegida de Gestão de Recursos dos Ilhéus das Cabras)
- [TER18] zaščiteno območje za upravljanje morskih virov Cinco Ribeiras (Área Marinha Protegida de Gestão de Recursos das Cinco Ribeiras)
- [TER19] Zaščiteno območje za upravljanje morskih virov v centru Vila Nova (Área Marinha Protegida de Gestão de Recursos da Baixa da Vila Nova)
- [TER20] zaščiteno območje upravljanja morskih virov v Monte Brasil (Área Marinha Protegida de Gestão de Recursos do Monte Brasil), ustanovljeno za razvrstitev morskega okolja za upravljanje virov v Monte Brasil, zaradi prisotnosti naravnih habitatov in sicer podmorskih jam in pol potopljenih območij, povezano s povišano morsko biotsko raznovrstnostjo v živalskem svetu.